# Illusion (Spiel)
Illusion mit dem Untertitel „Wie viel Farbe siehst Du wirklich?“ ist ein Kartenspiel von Wolfgang Warsch, das 2018 im Nürnberger-Spielkarten-Verlag erschienen ist.

## Spielweise
Es handelt sich um ein Schätzspiel, bei dem Spieler Karten nach dem Anteil einer bestimmten Farbe in aufgedruckten, unterschiedlich komplexen Mustern sortieren müssen. Dies ist mit bloßem Auge nicht immer leicht, da die Farbflächen ganz unterschiedliche Formen aufweisen, sich überlappen oder in Mustern auf der Karte verteilt sind. Ein Spieler hat bei jedem Zug die Wahl, ob er die aktuelle Karte in eine wachsende Reihe einsortieren oder deren richtige Folge in Zweifel ziehen will. In diesem Fall erfolgt eine Auswertung, bei der sich herausstellt, ob der Zweifler im Recht war oder nicht. Dazu ist der tatsächliche Anteil der vier Farben Rot, Blau, Gelb und Grün in Prozentanteilen auf der Rückseite der Farbkarten angegeben. Das Spiel besteht aus 12 farbigen Pfeilkarten und 96 Farbkarten mit Mustern.

## Spielablauf
Vor dem Spiel werden die gemischten Farbkarten mit dem bunten Muster nach oben auf einen Stapel gelegt, während die Pfeilkarten mit verdecktem Aufdruck platziert werden. Zum Start wird die oberste Pfeilkarte offen auf den Tisch gelegt. Die Pfeilfarbe bestimmt, nach welcher Farbe die Musterkarten zu sortieren sind. Die oberste Musterkarte wird neben den Pfeil gelegt und dient als Ausgangspunkt der künftigen Kartenreihe.
Der erste, ausgeloste Spieler zieht eine Musterkarte und ordnet sie entweder links oder rechts von der ersten Musterkarte ein – je nachdem, ob die vom Pfeil angegebene Farbe auf der Karte einen größeren (rechts) oder kleineren (links) Anteil hat. Der nächste Spieler entscheidet nun, ob er die Folge der bisherigen Reihe für plausibel hält oder ob er an beliebiger Stelle einen Fehler in der Reihenfolge vermutet. Im ersten Fall nimmt er eine Musterkarte und sortiert sie in der Reihe entsprechend dem Anteil der aktuellen Farbe ein. Das beendet den Zug, und der nächste Spieler ist an der Reihe.
Zweifelt er die Reihe jedoch an, wird ihre Sortierung durch Umdrehen der Karten und Vergleich der aufgedruckten Prozentwerte vollständig überprüft. Als „korrekt“ gilt dabei eine durchgängig aufsteigende Reihenfolge von links nach rechts, wobei Karten mit genau gleichen Farbanteilen nebeneinander liegen dürfen. Ein berechtigter Zweifel führt dazu, dass der Zweifler die aktuelle Pfeilkarte an sich nehmen darf. Bei einem unberechtigt geäußerten Zweifel erhält dagegen der vorherige Spieler die Pfeilkarte. Damit ist eine Spielrunde beendet, die Musterkarten werden beiseite gelegt und die nächste Runde beginnt mit einer neuen Pfeilkarte, welche die nächste Farbe angibt.
Es gewinnt der Spieler, der zuerst drei Pfeilkarten gesammelt hat. Alternativ können auch zwölf Runden ausgespielt und die Pfeilkarten danach ausgezählt werden.

## Rezeption
Brettspielbox zieht einen Vergleich zum Spiel Anno Domini, bei dem Ereignisse in eine geschichtliche Reihenfolge gebracht werden müssen, bescheinigt dem Spiel „einen angenehmen Spannungsbogen“ und lobt das schnelle Tempo des Ablaufs. Mikes Gaming Net schreibt „Mal hat man Kleckse, mal Kreise, aber dann eben auch Linien, Buchstaben, usw.  Durch diese Vielfalt an Karten kommt nie Langeweile auf. (...) Für alle die gerne schätzen, ein tolles Spiel, für alle anderen auf jeden Fall einen Blick wert“.